# Elkchateis
Elkchateis (altgriechisch ᾿Ηλκχατεῖς Ἐλπίχεκχατεῖς) ist ein vermeintlicher antiker griechischer Töpfer.
Elkchateis wurde von Giuseppe Micali 1844 in seinem Buch Monumenti inediti a illustrazione della storia degli antichi popoli italiani erwähnt. Danach hat er die Signatur eines Töpfers (᾿Ελκχατεῖς... ιεσεν) auf einer Schale in den Staatlichen Antikensammlungen in München gelesen. Dabei muss es sich allerdings um einen Fehler handeln, da sich keine Schale in der Sammlung findet, die eine solche Signatur trägt. Auch andere Sammlungen besitzen kein Werk eines darüber hinaus nicht bekannten Töpfers unbekannter Zeit. 